# Associació Nacionalista Catalana
Associació Nacionalista Catalana fou un grup catalanista constituït el 12 de desembre de 1907 per Trinitat Monegal (president), Josep Maria Roca i Heras i Lluís Via i Pagès (vicepresidents), i Eugeni Xammar i E. Vidal i Riba (secretaris). Com a vocals s'hi aplegaren Oriol Martí, Salvador Millet, J. Llamusí, Frederic Barceló, Domènec Martí i Julià, Manuel Pagès i Mercader i altres.
La seva fundació suposa l'oposició dels sectors més joves del catalanisme, més radicals, vers els polítics veterans. Eren força crítics amb Solidaritat Catalana a causa del caciquisme de la Lliga Regionalista.
Formà part d'Unió Catalanista i intentà substituir les funcions d'Aplec Catalanista com a aparell polític. A les eleccions del 1908, però, van fer campanya pel vot en blanc i fins i tot s'enfrontaren Martí i Julià. Des del 1910 el seu cap fou J. Grant i Sala, amb Jaume Arqué, Salvador Borrut, Sebastià Xanxo i Vicenç Albert Ballester i Camps, que adoptaren una posició clarament separatista o independentista. Pel febrer del 1912 hi va ingressar Daniel Cardona i Civit, convocaren diversos actes, com l'homenatge a José Rizal, la celebració del Corpus de Sang i una manifestació davant del monument al Doctor Robert, que acabà amb càrrega policial i 9 detinguts.
Cap al 1913 crearen la Joventut Catalanista de Barcelona com a grup de joventuts. El 1915 Martí i Julià intentà integrar-lo dins Unió Catalanista quan intentà fer-ne un partit polític, però a la seva mort el grup restà orfe. Molts dels seus membres s'integraren en la Federació Democràtica Nacionalista el 1919, ja sota el lideratge de Francesc Macià.